# Placówka Straży Granicznej II linii „Krzepice”
Placówka Straży Granicznej II linii „Krzepice” – jednostka organizacyjna Straży Granicznej pełniąca służbę ochronną na granicy polsko-niemieckiej w okresie międzywojennym.

## Geneza
Na wniosek Ministerstwa Skarbu, uchwałą z 10 marca 1920 roku, powołano do życia Straż Celną. Od połowy 1921 roku jednostki Straży Celnej rozpoczęły przejmowanie odcinków granicy od pododdziałów Batalionów Celnych. Proces tworzenia Straży Celnej trwał do końca 1922 roku. Placówka Straży Celnej „Krzepice” weszła w podporządkowanie komisariatu Straży Celnej „Podłęże Szlacheckie” z Inspektoratu SC „Praszka”.

## Formowanie i zmiany organizacyjne
Rozporządzeniem Prezydenta Rzeczypospolitej Polskiej Ignacego Mościckiego z 22 marca 1928 roku, do ochrony północnej, zachodniej i południowej granicy państwa, a w szczególności do ich ochrony celnej, powoływano z dniem 2 kwietnia 1928 roku  Straż Graniczną.
Rozkazem nr 11 z 9 stycznia 1930 roku w sprawie reorganizacji Wielkopolskiego Inspektoratu Okręgowego komendant Straży Granicznej płk Jan Jur-Gorzechowski ustalił numer i nową organizację komisariatu SG „Panki”. 
Placówka Straży Granicznej II linii „Kłobuck” podlegająca służbowo oficerowi wywiadowczemu IG „Wieluń”, a gospodarczo komisariatowi SG „Panki”, wystawiała posterunek informacyjny Straży Granicznej „Krzepice”. Z dniem 22 VI 1934 posterunek informacyjny Straży Granicznej „Krzepice” został przemianowany na placówkę Straży Granicznej II linii „Krzepice” z posterunkiem „Lipie”. Posterunek SG „Lipie”zniesiony został z dniem 24 grudnia 1934 roku.
Rozkazem nr 4 z 17 grudnia 1934 roku  w sprawach [...] zarządzeń organizacyjnych i zmian budżetowych, komendant Straży Granicznej płk Jan Jur-Gorzechowski wyłączył placówkę II linii „Krzepice”  z komisariatu Straży Granicznej „Rudniki” i przydzielił do komisariatu Straży Granicznej „Panki”.

## Kierownicy/dowódcy placówki
| stopień          | imię i nazwisko   | okres pełnienia służby | kolejne stanowisko |
| ---------------- | ----------------- | ---------------------- | ------------------ |
| starszy strażnik | Michał Nowakowski | 26 XI 1934−II 1935     | do ZMIOSG          |
| przodownik       | Józef Ostrowski   | II 1935–               |                    |